# Петра Шенански
Петра Шенански (мађ. Senánszky Petra; Дебрецин, 10. јануар 1994) — мађарска пливачица, вишеструка национална првакиња и рекордерка, учесница светских првенстава и Олимпијских игара и једна од најуспешнијих мађарских такмичарки у подводном пливању са перајима и спашавању живота.
Године 2017. стекла је звање дипломираног биолога на Универзитету у Дебрецину.

## Спортска каријера
Петра је своју спортску каријеру започела такмичећи се пливању са перајима, те у спортском спасавању живота, спортовима у којима је освојила бројне титуле на светском, европском и националном нивоу. Што се спортског пливања тиче такмичила се углавном на локалном нивоу, наступајући на националним првенствима и митинзима широм Мађарске.
На међународној пливачкој сцени је дебитовала на Европском првенству чији домаћин је 2021. био град Будимпешта, да би годину дана касније дебитовала и на светским првенствима, такмичењу које је такође одржано у главном граду Мађарске. Пливала је и на првенствима света у Фукуоки 2023. и Дохи 2024. године.
На пливачком митингу у Монаку, оржаном 1. јуна 2024. успела је да исплива нови национални рекорд у дисциплини 50 метара слободним стилом, а њено време од 24,57 секунди уједно је било и квалификациона норма за наступ на Летњим олимпијским играма у Паризу.
Пре наступа у паризу Петра се такмичила на Европском првенству у Београду, где је успела да оствари и највеће успехе у дотадашњој пливачкој каријери, освојивши титуле континенталне првакиње у тркама на 50 метара слободним стилом и у женској штафети на 4×100 слободно. Поред те две златне, освојила је и још једну сребрну медаљу у трци микс штафета на 4×100 мешовито.
На свом олимпијском дебију у Паризу 2024. такмичила се у две дисциплине. У квалификацијама трке на 50 метара слободним стилом је пливала у деветој групи у стази 2, и са временом од 25.21 секунди заузела је осмо место у својој квалификационој групи, односно укупно 24. место у конкуренцији 79 такмичарки. Пливала је и у квалификацијама трке женских штафета на 4×100 слободно, где је заједно са Лилом Абрахам, Паном Уграј и Николет Падар остварила пласман на десето место.
Годину је завршила учешћем на Светском првенству у малим базенима у Будимпешти, где јој је најбољи резултат било 7. место у трци женских штафета на 4×100 мешовито.